# The Kingdom of Love
The Kingdom of Love è un film muto del 1917 diretto da Frank Lloyd.

## Trama
Fin da piccola, Violet Dale è stata tolta alla madre dopo la separazione dei suoi genitori. Ha poi vissuto in Alaska, dove l'aveva portata il padre, in cerca di una nuova vita. La ragazza, cresciuta tra i rudi cercatori d'oro, ha conservato la propria innocenza e, benché sia costretta, per vivere, a lavorare al saloon dopo la morte del padre, è rispettata ed amata da tutti. 
Un giorno un giovane cercatore, Frank Carson, la chiede in moglie: però quando lei vede la foto della madre che le viene mostrata dal ragazzo, capisce che lui è suo fratello perché le sta mostrando la stessa foto che anche lei conserva tra i suoi ricordi. Rifiuta così la proposta, ma senza rivelargli la verità. Quando però viene a sapere che la donna è gravemente ammalata e che lui sta cercando il denaro per curarla, Violet - nel disperato tentativo di aiutarlo - si offre come premio ad un'asta che viene tenuta al saloon. Il reverendo David Cromwell, un uomo dall'animo gentile, innamorato di Violet, conoscendo la situazione della ragazza, offre cinquemila dollari che però non possiede. Buck, il proprietario del saloon, accetta di imprestarglieli a patto che gli vengano presto restituiti, altrimenti David dovrà restare dieci anni al suo servizio. Alla fine, David riuscirà a trovare il denaro, conquistando altresì il cuore di Violet.

## Produzione
Il film fu prodotto dalla Fox Film Corporation.

## Distribuzione
Distribuito dalla Fox Film Corporation, il film uscì in Danimarca il 1º maggio 1922 con il titolo Anita fra Alaska.